# Anicia Juliana
Anicia Juliana (462-528) fue la única hija del augusto Anicio Olibrio, emperador de Occidente en 472. Nació en Constantinopla en 462. Su madre Placidia era hija del augusto Valentiniano III, emperador de Occidente desde 425 hasta 455.

## Biografía
En 478, el augusto Zenón, emperador de Oriente, propuso su matrimonio con Teodorico, rey de los ostrogodos, para restaurar el Imperio Romano de Occidente y de esta forma contar con el apoyo de los patricios que aún quedaban en Italia, para lograr la incorporación de esta provincia gobernada desde 476 por Odoacro, por medio de una expedición comandada por el rey ostrogodo. Juliana rechazó este proyecto y se casó con Flavio Areobindo, del que tuvo un hijo, Flavio Anicio, que fue cónsul de Constantinopla en 491.
Aspiró a ser augusta en 518, reclamando que su hijo fuese coronado emperador de Oriente, tanto por sus derechos dinásticos, ya que era el último representante de las dinastías de Valentiniano y Teodosio, como por su matrimonio con Irene, hija del augusto Anastasio, emperador de Oriente desde 491 hasta 518.
Hizo construir una basílica dedicada a San Polieucto, que fue la más grande de toda la cristiandad hasta la construcción de Santa Sofía. Se encontraba en el centro de la ciudad de Constantinopla, a mitad de camino entre el palacio imperial y la basílica de los Santos Apóstoles, mausoleo de los emperadores de Oriente, construido por el augusto Constantino I, fundador de la ciudad. El friso conmemorativo de la fundación especifica que los mosaicos del atrio estaban dedicados a la figura de Constantino y expresa que el propósito de Juliana al construir este templo era el de honrar la fe de este emperador y la de su tatarabuelo Teodosio I, los primeros emperadores cristianos.
De esta forma demostraba su poder económico y su prestigio social, como descendiente de los antiguos emperadores romanos, eclipsando el templo de los Santos Sergio y Baco, edificado cerca del palacio imperial por Teodora y Justiniano I. 
Hizo construir también un templo dedicado a Santa María Theotokos, madre de Dios, en Chrisóspolis, actual Skudari, suburbio asiático de Constantinopla. Reparó la iglesia de Santa Eufemia, construida por su abuela, la augusta Licinia Eudoxia, y por su padre, el augusto Anicio Olibrio.
Murió en Constantinopla en 528. Era pariente de Anicio Manlio Torcuato Severino Boecio.

## Representaciones artísticas
Un busto marmóreo, que actualmente se encuentra en el Metropolitan Museum of Art, en New York, ha sido identificado como su retrato. Representa a una dama patricia, es de principios del siglo VI y procede de Constantinopla. Posiblemente se encontraba en el atrio de San Polieucto, junto a otra estatua cuya cabeza se encuentra en el Musée Saint-Raymond de Toulouse y que representaría a su madre Placidia.